# 小行星6800
小行星6800（6800 Saragamine）是一颗围绕太阳公转的小行星。1994年10月29日，中村彰正在久万高原町发现了此天体。
該小行星以日本愛媛縣的皿嶺命名。
这颗小行星的绝对星等为70.20613277266868等。